# 多尔诺 (摩泽尔省)
多尔诺（法語：Dornot，法語發音：[dɔʁno]）是法国摩泽尔省的一个旧市镇，属于梅斯区。2016年，多尔诺与市镇摩泽尔河畔昂西合并为新市镇昂西-多尔诺。

## 地理
多尔诺（49°2'52"N, 6°3'20"E）面积1.13 平方千米，位于法国大東部大區摩泽尔省，该省份为法国东北部内陆省份，是洛林的一部分，西南接默尔特-摩泽尔省，东临下莱茵省，北与卢森堡和德国接壤。
与多尔诺接壤的市镇（或旧市镇、城区）包括：摩泽尔河畔科尔尼、摩泽尔河畔诺韦昂、摩泽尔河畔昂西。
多尔诺的时区为UTC+01:00、UTC+02:00（夏令时）。

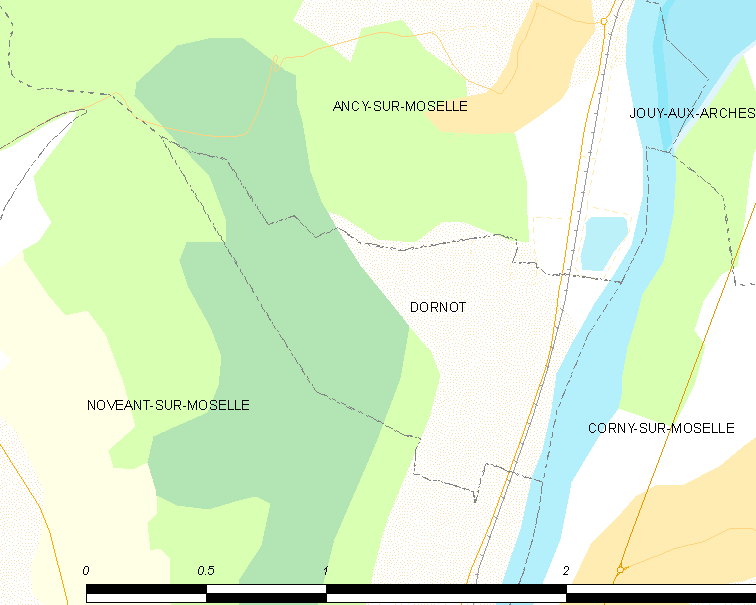
多尔诺的OSM定位图

## 行政
多尔诺的邮政编码为57130，INSEE市镇编码为57184。

## 政治
多尔诺所属的省级选区为摩泽尔山坡县。

## 人口

1962-2008年间多尔诺人口变化图示

多尔诺于2018年1月1日时的人口数量为169人。